# Trung Bộ châu Mỹ

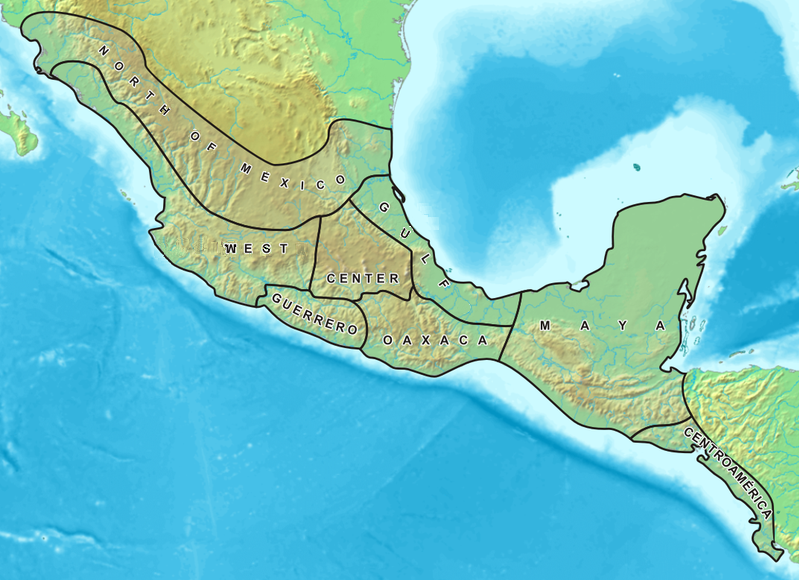
Trung Bộ châu Mỹ và các khu vực văn hóa của vùng này.

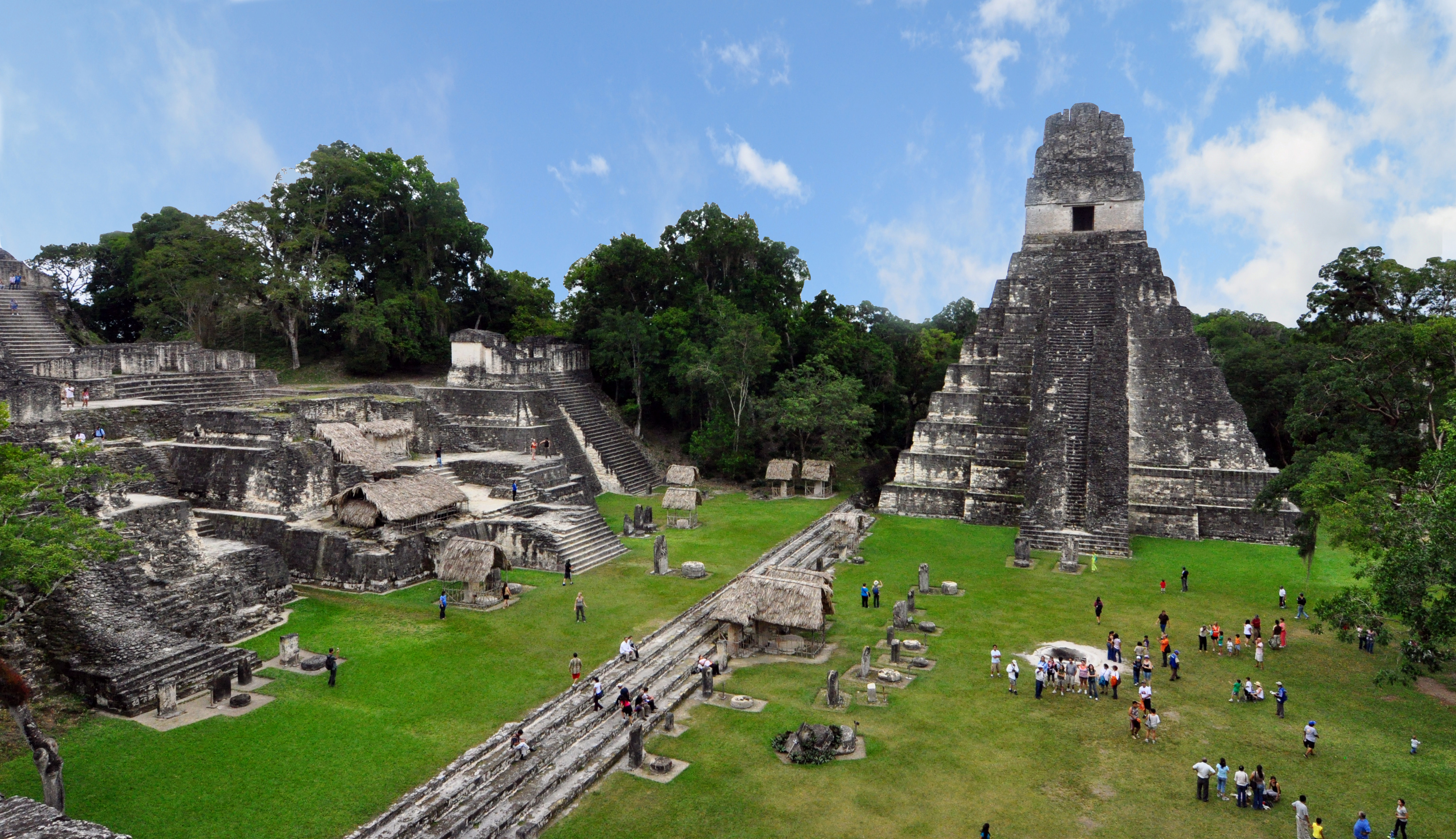
Tikal là một trong những di chỉ khảo cổ và trung tâm đô thị lớn nhất của nền văn minh Maya thời kỳ Tiền Colombo. Nơi này nằm ở vùng khảo cổ thuộc lòng chảo Petén mà ngày nay thuộc bắc Guatemala.

Trung Bộ châu Mỹ cổ đại (thuật ngữ gốc: Mesoamerica) là 1 vùng và là 1 khu vực văn hóa ở châu Mỹ, trải dài từ miền trung México đến Belize, Guatemala, El Salvador, Honduras, Nicaragua và miền bắc Costa Rica. Trước khi Cristoforo Colombo đặt chân đến châu Mỹ kéo theo thực dân Tây Ban Nha vào các thế kỷ XV và XVI thì Trung Bộ châu Mỹ từng là nơi có nhiều nền văn minh phát triển.
Trong tư cách 1 khu vực văn hóa, Trung Bộ châu Mỹ được hiểu là một bản khảm các nét văn hóa tiêu biểu được các nền văn hóa bản địa phát triển và chia sẻ. 7000 năm trước Công nguyên, người châu Mỹ thuần hóa được ngô, đậu cô ve, bí và ớt, cũng như gà tây và chó. Điều này tạo bước chuyển xã hội từ lối sống bộ lạc săn bắt hái lượm thời Thái cổ Anh-điêng sang sống trong các làng mạc làm nghề nông ít du canh. Trong giai đoạn sau đó, nông nghiệp và các nét văn hóa tiêu biểu như nền tôn giáo phức tạp, hệ chữ số nhị thập phân, bộ lịch Trung Bộ châu Mỹ, nền kiến trúc Trung Bộ châu Mỹ độc đáo đã khuếch tán khắp cả khu vực này. Cũng trong giai đoạn này, làng mạc bắt đầu phân tầng và phát triển thành các bộ tộc với các trung tâm nghi lễ lớn, được kết nối với nhau bởi 1 hệ thống các tuyến đường buôn bán trao đổi hàng hóa xa xỉ như đá vỏ chai, ngọc thạch, hạt cacao, chu sa, vỏ Spondylus, Hematit và đồ gốm. Tuy nền văn minh Trung Bộ châu Mỹ đã biết đến bánh xe và thuật luyện kim nhưng các kỹ thuật này không có được tầm quan trọng về văn hóa ở đây .
Trong số những nền văn minh phức tạp sớm nhất, phải kể đến nền văn hóa Olmec với phạm vi sinh tồn trải từ bờ vịnh México vào trong nội địa và hướng về phía nam qua eo biển Tehuantepec. Sự tiếp xúc thường xuyên và trao đổi văn hóa giữa Olmec thời sơ khai với các nền văn hóa khác ở Chiapas, Guatemala và Oaxaca đã đặt nền tảng cho khu vực văn hóa Trung Bộ châu Mỹ. Giai đoạn hình thành này chứng kiến sự lan rộng của các truyền thống tôn giáo và biểu tượng độc đáo, cũng như các phức hợp nghệ thuật và kiến trúc. Ở giai đoạn Tiền Cổ điển, các thành thị có tổ chức phức tạp bắt đầu phát triển trong lòng nền văn minh Maya - với sự lên ngôi của các trung tâm như El Mirador, Calakmul và Tikal - và trong lòng nền văn minh Zapotec với trung tâm Monte Albán. Trong giai đoạn này, hệ thống chữ viết Trung Bộ châu Mỹ thực sự đầu tiên đã phát triển trong lòng các nền văn hóa Hậu Olmec và Zapotec; chữ viết truyền thống của Trung Bộ châu Mỹ đạt tới đỉnh cao với chữ tượng hình Maya. Trung Bộ châu Mỹ là 1 trong 5 vùng duy nhất trên thế giới có sự phát triển độc lập về chữ viết. Ở Trung México, có 1 thành phố gọi là Teotihuacán được xem là đỉnh cao của giai đoạn Cổ điển. Từ đây đã hình thành 1 đế chế quân sự và thương mại với tầm ảnh hưởng chính trị trải về phương nam vào khu vực của Maya rồi hướng về phương bắc. Sau sự sụp đổ của Teotihuacán vào khoảng năm 600, giữa một số trung tâm chính trị quan trọng trong vùng Trung México đã nảy ra cuộc cạnh tranh với nhau, chẳng hạn Xochicalco và Choluala. Trong giai đoạn Hậu Cổ điển, người Nahua phương bắc bắt đầu chuyển xuống phía nam và tiến vào Trung Bộ châu Mỹ, thay thế dân nói tiếng Oto-Mangue để trở thành lực lượng chiếm thế thượng phong về chính trị và văn hóa ở miền trung México. Trong suốt giai đoạn Hậu Cổ điển sớm, nền văn hóa Toltec chiếm ưu thế tại Trung México trong khi nền văn minh Mixtec chiếm ưu thế tại Oaxaca. Khu vực hạ Maya có các trung tâm quan trọng tại Chichén Itzá và Mayapán. Về cuối thời kỳ Hậu Cổ điển, người Aztec ở Trung México đã xây nên 1 đế quốc với nhiều chư hầu, bao trùm phần lớn diện tích miền trung Trung Bộ châu Mỹ .
Nền văn hóa độc đáo của vùng Trung Bộ châu Mỹ kết thúc khi Tây Ban Nha xâm lược Đế quốc Aztec vào thế kỷ XVI. Trong các thế kỷ kế tiếp, những nền văn hóa bản địa trong vùng lần lượt đầu hàng trước sự cai trị của thực dân Tây Ban Nha. Những di sản của nền văn hóa Trung Bộ châu Mỹ hiện vẫn còn sót lại trong số những cư dân bản địa sống ở Trung Bộ châu Mỹ. Nhiều người trong số họ vẫn tiếp tục nói ngôn ngữ của tổ tiên và thậm chí vẫn duy trì nhiều tập tục có nguồn gốc Trung Bộ châu Mỹ .

## Từ nguyên và định nghĩa

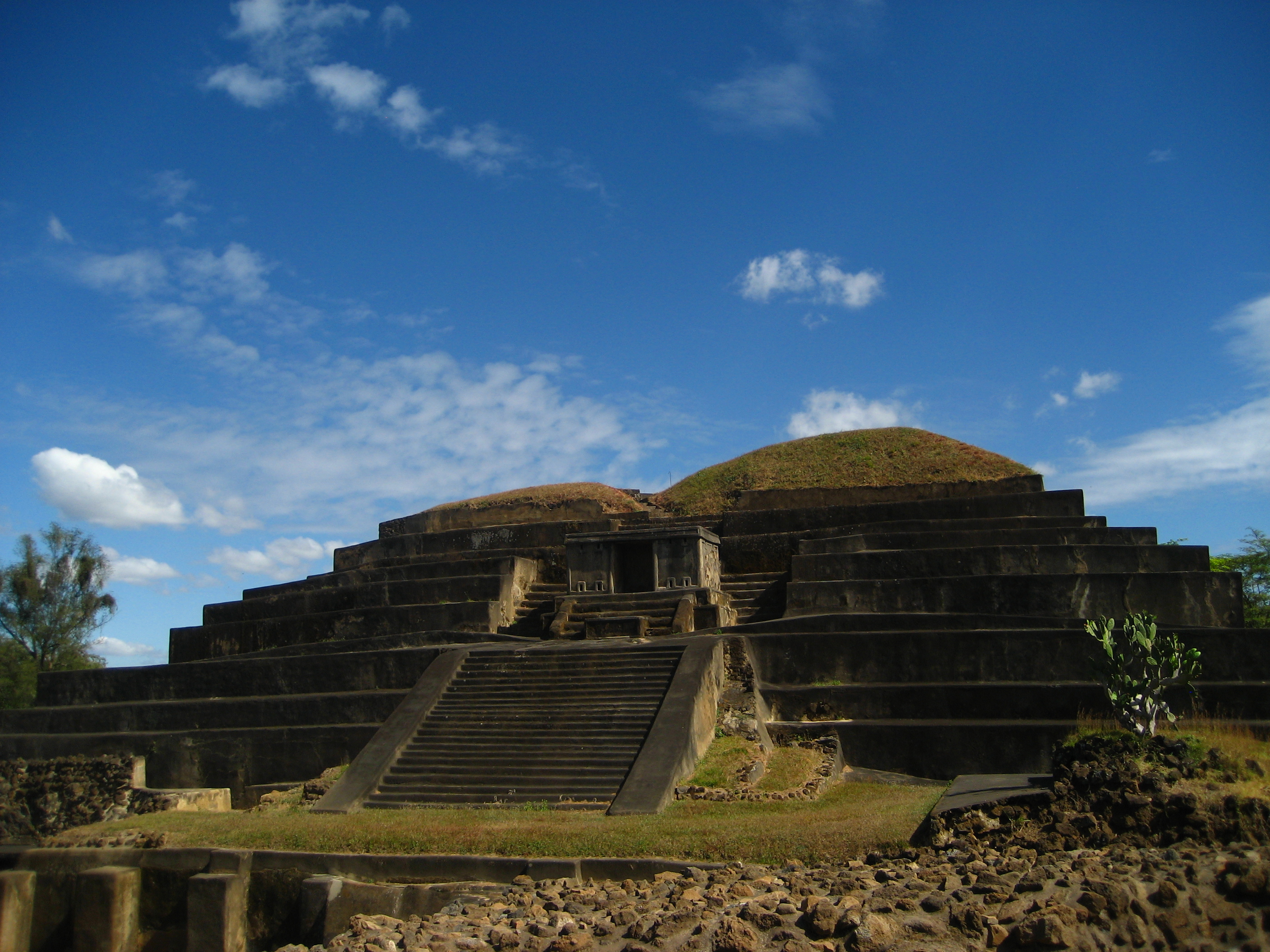
Phế tích Tazumal của nền văn minh Maya tại Santa Ana, El Salvador

Trong tiếng Hy Lạp, Mesoamerica có nghĩa là "giữa châu Mỹ". Khu vực này được hiểu là quê hương của nền văn minh Mesoamerica - bao gồm các nhóm người gắn bó chặt chẽ về văn hóa và lịch sử. Phạm vi địa lý chính xác của Trung Bộ châu Mỹ thay đổi qua thời gian khi nền văn minh này mở rộng phạm vi về bắc và nam tính từ trung tâm là miền nam México. Nhà dân tộc học người Đức Paul Kirchhoff là người sử dụng lần đầu tiên sử dụng thuật ngữ Mesoamerica khi ông viết rằng có sự tương đồng giữa các nền văn hóa thời kỳ tiền Colombo ở 1 vùng bao gồm miền nam  México,  Guatemala,  Belize,  El Salvador, miền tây  Honduras, miền đất thấp ven Thái Bình Dương của  Nicaragua và tây bắc  Costa Rica. Căn cứ theo thuyết khảo cổ học lịch sử văn hóa thịnh hành vào nửa đầu thế kỷ XX, Kirchhoff đã định nghĩa Trung Bộ châu Mỹ là một khu vực văn hóa dựa trên 1 hệ các điểm tương đồng văn hóa có tương quan với nhau được gây nên bởi nhiều thiên niên kỷ tiếp xúc liên vùng hoặc nội vùng. Trung Bộ châu Mỹ được công nhận là một khu vực văn hóa có tính gần như nguyên mẫu, và hiện nay thuật ngữ này đã được tích hợp hoàn toàn vào hệ thống thuật ngữ chuẩn của các nghiên cứu nhân loại học thời kỳ tiền Colombo.
Một số nét văn hóa nổi bật định nghĩa nên truyền thống văn hóa Trung Bộ châu Mỹ là:
- Sống định cư dựa vào trồng ngô.
- Xây dựng các kim tự tháp Trung Bộ châu Mỹ.
- Sử dụng hai bộ lịch Trung Bộ châu Mỹ khác nhau (lịch nghi lễ gồm 260 ngày và lịch dựa trên năm mặt trời gồm 365 ngày).
- Dùng hệ chữ số nhịp thập phân (cơ số 20).
- Dùng hệ chữ viết bằng hình vẽ và tượng hình.
- Sử dụng nhựa cao su và có sở thích chơi bóng.
- Sử dụng hệ thống chữ viết do dân bản địa phát triển, viết bằng cách dùng chữ tượng hình và chữ biểu tượng.
- Sử dụng giấy làm bằng vỏ cây cho mục đích nghi lễ và để làm giấy viết.
- Thực hành hiến tế dưới nhiều hình thức khác nhau, bao gồm cả hiến tế người.
- Tôn giáo Trung Bộ châu Mỹ dựa trên sự kết hợp của Shaman giáo và thần thánh tự nhiên, cùng với các hệ thống biểu tượng như nhau.
- Trung Bộ châu Mỹ cũng được xem là một vùng ngôn ngữ (Sprachbun) gọi là Khu vực ngôn ngữ Trung Bộ châu Mỹ. [8]

### Sách
- Campbell, Lyle; Kaufman, Terrence; Smith-Stark, Thomas (1986). "Meso-America as a linguistic area". Language. Quyển 62 số 3. Washington, DC: Hội Ngôn ngữ học Hoa Kỳ. tr. 530–558. doi:10.2307/415477. ISSN 0097-8507. JSTOR 415477. OCLC 1361911. (tiếng Anh)
- Carmack, Robert M.; Gasco, Janine L.; Gossen, Gary H. (1996). Legacy of Mesoamerica, The: History and Culture of a Native American Civilization. New Jersey: Prentice Hall. ISBN 0-13-337445-9. (tiếng Anh)
- Kirchhoff, Paul (1943). "Mesoamérica. Sus Límites Geográficos, Composición Étnica y Caracteres Culturales". Acta Americana. Quyển 1 số 1. tr. 92–107. (tiếng Tây Ban Nha)